# Marcel Renard
Marcel Renard, nascido em Lyon a 5 de agosto de 1893 e falecido em Paris em 15 de março de 1974, é um escultor e medalhistas francês. É o filho do escultor Léopold Renard (1868-1945), ele mesmo filho do escultor Charles Renard (1833-1910).

## Biografia
Marcel Renard é primeiramente o aluno do seu pai, Léopold Renard. Entre a Escola das belas artes de Lyon nas oficinas de Aubert e de Ploquin, depois foi admitido à Escola das belas artes de Paris nas oficinas de Rost e de Alfred Boucher. Obtém o segundo grande prêmio de Roma em gravura de medalha, e uma medalha de ouro ao Exposição das artes décorativas de 1925.
Condiscípulo de Marcel Gimond, Georges Salendre, Louis Bertola e Adolphe Penin, expõe ao Salão dos artistas franceses bem como ao Salão dos artistas decoradores.
Marcel Renard fixa-se em Paris em 1920 e trabalha com Michel Roux-Spitz na suas obras lionesas, que se realizam na vila Weitz (1923), do restaurante Berrier e Millet (1924-1928, com Alfred Janniot, détruit), ainda da sepultura Vetter no cemitério de Croix-Rousse em Lyon (1924) ou da ornamentação da nova fachada das Galerias Lafayette de Lyon, nas antigas grandes lojas das Cordeliers.
As suas obras estão conservadas, entre demais, no Palácio das belas artes de Lille (Doação Laporte-Pellegrin), no Museu das belas artes de Lyon, em Victoria and Albert Museum de Londres, em Design museum Gent em Gante, e no Dansmuseet  em Estocolmo.

## Obras

### Esculturas
- Lyon :
  - Banco livre de Lyon, portal : O Intercâmbio, 1927, baixo-relevo, com Michel Roux-Spitz (détruit).
  - Cemitério da Croix-Rousse : Sepultura da família Vetter, 1924, com Raymond Delamarre e Michel Roux-Spitz.
  - Colégio Louise Labé : Monumento a Louise Labé.[4]
  - Jardim dos Chartreux : Monumento a Camille Roy, fontaine.[4]
  - Majestic-Cinema, rua da República : decorações, 1928, com Trévoux (détruit).
  - Museu das belas artes :
    - Buste de mulher ;
    - Édouard Herriot, 1930, placa.

  - Parque da Tête d'Or, muro de recinto do velódromo : Philippides.[4]
  - Passarela do Colégio : Saona, 1945.
  - Pont Kitchener-Comerciante : Ródano e Saona, 1959, com Trévoux, bronze.
- Marnes-la-Coquette, parque de Villeneuve-L'Étang : Monumento ao Escadrille Lafayette.
- Paris, Exposição universal de 1937 : decorações armorias do pavilhão do Lionês, com Cuminal, Bourdeix e Giroud (détruit).

### Medalhas
- Édouard Herriot, 1930, placa para os 25 anos de mandato municipal.
- Édouard Herriot, medalha dos seus 80 anos.[5]
- Lyon, 1945, bronze.[6]
- Mediterrâneo, bronze.[6]
- Diversas medalhas de paquebots.[6]
- Jogador de assobia, bronze[4]
- Mulher ao piano, bronze.[4]
- A Parure, bronze.[4]
- Mulher à harpe, plaquettes editadas pela Casa da Moeda de Paris.[4]
- O Professor Leriche, plaquette em bronze.[4]
- Medalha do centenário da Companhia geral transatlântica 1855-1955, bronze.[7]
- Alphonse Bertillon, 1969, bronze, Moeda de Apostas.[8]
- O Professor Weil, plaquette em bronze.[4]
- O Professor Dépéret, plaquette em bronze.[4]

### Homenagem
Um quadrado dos Três-Renard encontra-se no sexto arredondamento de Lyon, em homenagem a Charles, Léopold e Marcel Renard.

## Anexos